# Ramla
Ramla (Hebreeuws: רַמְלָה ; Arabisch: الرملة al-Ramla/Ramleh) is een stad in Centraal-Israël, ongeveer negentien kilometer ten zuidoosten van Tel Aviv gelegen.
In 716 gesticht werd de stad in de 11e eeuw een belangrijke handelsstad; tijdens de tijd van de kruistochten bisschopszetel. Weer later een tussenstation voor pelgrims naar Mekka. De stad heeft vooral Joodse wijken.
In het zuidwesten van de stad ligt de Palestijnse wijk Juwarish. Hier hebben de straten Arabische namen. Er wonen zowel christelijke als islamitische Palestijnen. In 2016 had de stad bijna 75.000 inwoners.
Begin 1948 woonden er 15.000 Palestijnen. In de Arabisch-Israëlische Oorlog van 1948 werden verreweg de meeste inwoners door de Hagana op bevel van David Ben Goerion etnisch gezuiverd.
In 2002 woonden er 12.000 Palestijnse vluchtelingen uit de omgeving en hun nakomelingen evenals Bedoeïenen en hun nakomelingen die uit de Negev (Naqab) verjaagd waren. Onder de Joodse immigranten van na 1948 zijn 12.000 uit het emiraat Boechara en 7000 Falasja's uit Ethiopië.

## Geschiedenis
De Arabische naam "al-Ramla"/"Ramleh" was afgeleid van het raml, dat zand betekent, en waarschijnlijk een aanduiding is voor de zandduinen waarop de stad is gebouwd, wat ook door archeologische opgravingen bevestigd lijkt te worden. De stad, ook Al-Raml genoemd. is waarschijnlijk in 716 door de Omajjadische kalief Sulayman ibn Abd al-Malik gesticht, als nieuw centrum voor de Arabieren, ongeveer 70 jaar nadat zij Palestina veroverden,
Lange tijd is Al-Ramla de hoofdstad van Palestina geweest, zowel ten tijde van de Omajjaden als toen de Abessijnen over het land heersten. Tijdens de kruistochten is er tijdens de Slag bij Ramla fel om de stad gevochten. De kruisvaarders veroverden de stad in 1099, maar verloren haar weer in 1192 aan Saladin (Salah al Din). Tijdens de expeditie van Napoleon naar Egypte in 1799 kwamen zijn troepen de stad binnen zonder weerstand. Op 1 maart sliep Napoleon Bonaparte er een nacht in het katholieke klooster Terra Santa.
Tegen het einde van het Britse mandaat over Palestina namen de Verenigde Naties op 29 november 1947 resolutie 181 aan. Volgens deze resolutie, het Verdelingsplan voor het Mandaatgebied Palestina, zouden Ramleh en nabijgelegen plaatsen, waaronder Lydda, binnen de op te richten Arabische staat vallen. De zionistische leiders namen deze resolutie aan, terwijl de Arabische leiders hem afwezen. Zij wilden Palestina niet verdeeld zien. Daarop namen de vijuandigheden tussen Palestijns-Arabische ongeregelde troepen en georganiseerde Joodse paramilities Irgun, Hagana en Palmach toe. De laatsten richtten in de nacht van 31 december 1947/1 januari 1948 een bloedbad aan in de dorpen Balad al Sheikh en Hawassa bij Haifa waarna de eerste Palestijnse vluchtelingenstroom van de Arabisch-Israëlische Oorlog van 1948 op gang kwam. Op 18 februari 1948 was Ramla het doel van terreur toen de zionistische militie Irgun een bom liet ontploffen op een markt, waardoor verscheidene slachtoffers vielen.
Ramla en Lydda waren voor de nieuwe staat Israël van groot militair belang, vanwege hun ligging op de weg van Tel-Aviv naar Jeruzalem, dat belegerd/verdedigd werd door het Arabisch Legioen. Aan het begin van Operatie Dani geleid door Jigal Allon op 10 juli 1948 werd Lydda door het Israëlische leger eerst vanuit de lucht gebombardeerd. Daarna volgde de aanval op het centrum Nadat Lydda was veroverd door de Hagana trokken eenheden van het Israëlische leger op 14 juli Ramla binnen en begonnen onmiddellijk met arrestaties. 3000 personen werden bijeengedreven en overgebracht naar een gevangenenkamp. Op dezelfde dag begon men het stadje te plunderen. Bevelvoerder was de latere Israëlische premier Yitshak Rabin. De Arabische bevolking van beide stadjes en omgeving, (50.000 mensen volgens een schatting van Rabin) werd, op enkele honderden personen na, verdreven. Zij kwamen als vluchteling terecht op de Westelijke Jordaanoever en in Transjordanië. Velen kwamen onderweg om van honger en dorst.
Daarna vestigden zich Joodse immigranten in de stad, onder wie veel Karaieten uit omringende landen zoals Egypte en Irak.
In de twee weken vanaf 9 mei 2021 (het Israëlisch-Palestijns conflict (2021) ) kwam het ook in Ramla en in verscheidene andere Israëlische steden (zoals Lod/Lydda, Akko/Akka, Haifa en Jaffo/Jaffa) met wijken met een aanzienlijk percentage Palestijnse inwoners tot ongeregeldheden/demonstraties. Beginnend in Lod en het naburige Ramla gingen zij de straat op en koelden hun woede op eigendommen van Joodse inwoners. Dit leidde weer tot een gewelddadige reactie van de kant van Joodse groepen van buiten die verhaal kwamen halen. Aan beide zijden vielen doden en gewonden. Een synagoge brandde uit. Als directe reden voor deze geweldsuitbraak wordt genoemd woede over de inval van Israëlische eenheden in de Al Aqsa-moskee in Jeruzalem en de dreigende huisuitzetting van Palestijnse families in de wijk Sheikh Yarrah daar. Maar ook onvrede over  over verwaarlozing door de Joodse Staat (door de politie bv., de bejegening door het staatsvastgoedbedrijf Amidar), over gentrificatie en over wat  gezien wordt als de overname van hun buurten door leden van de religieus-zionistische Torah-Kernen-beweging  (Garin HaTorani).
Deze hebben zich de laatste jaren, vaak komend vanaf de Westelijke Jordaanoever, gevestigd in deze gemengde wijken om het Joodse karakter ervan te versterken (en dus het Arabische te verminderen).

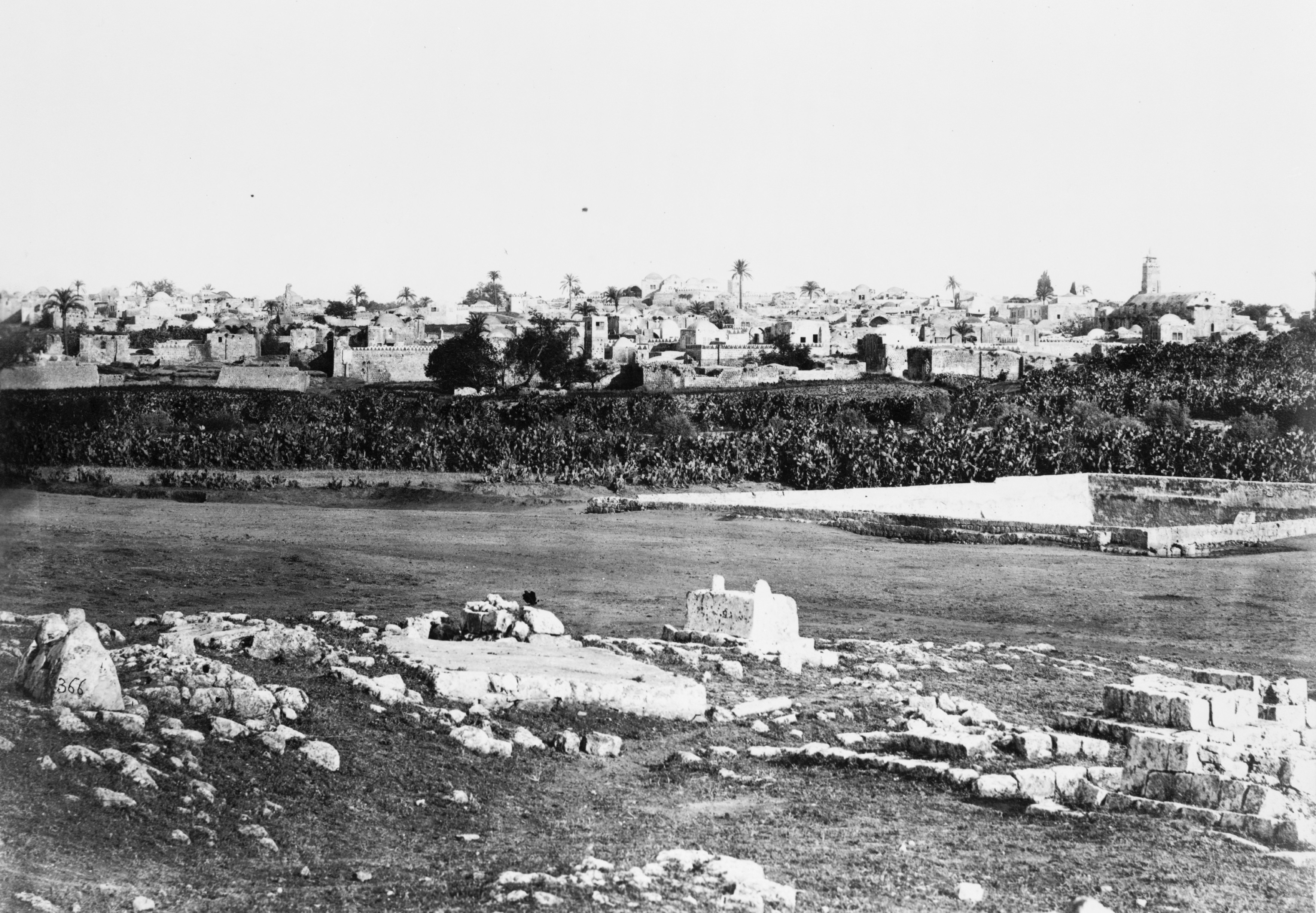
Ramleh tussen 1870-1880
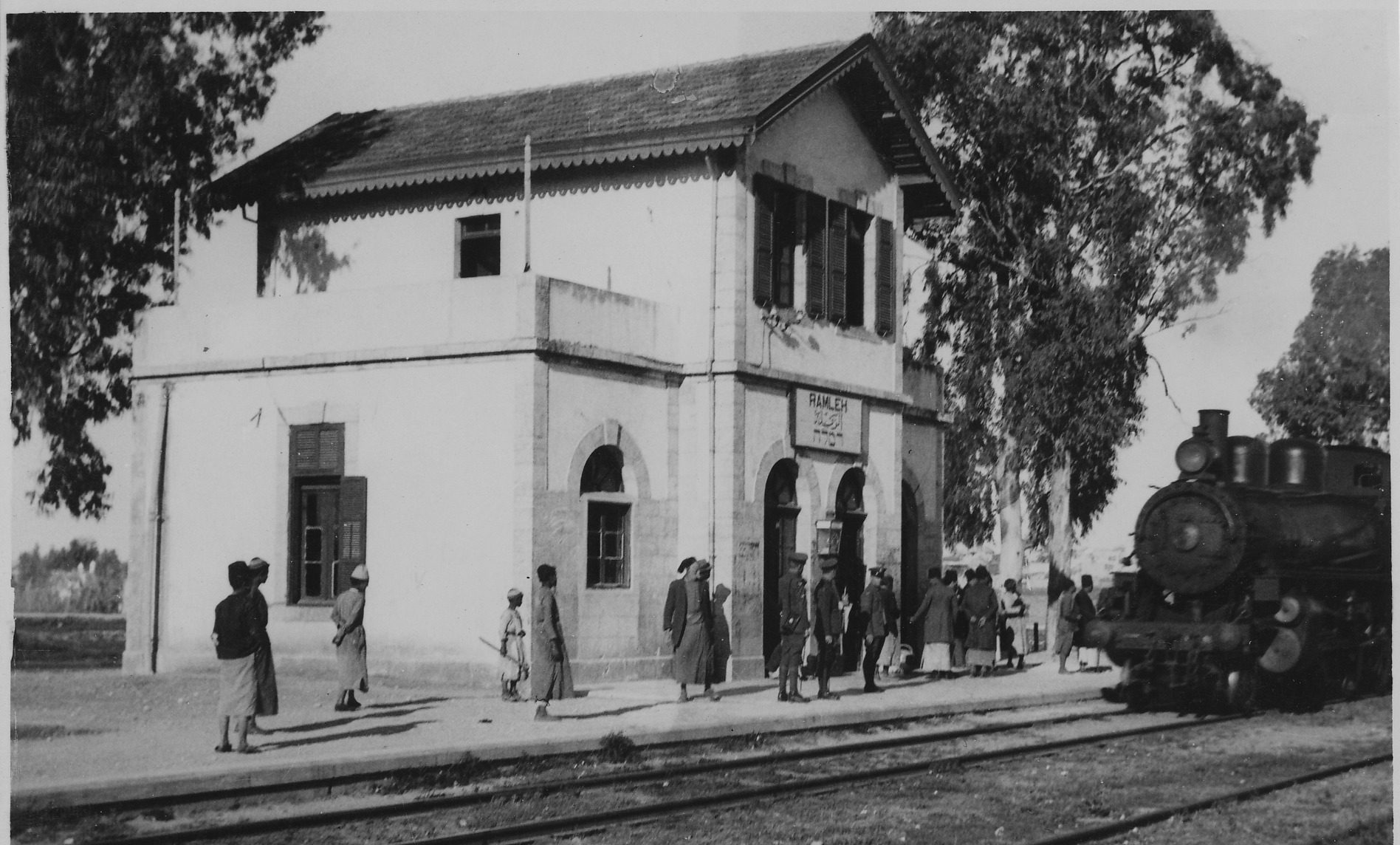
Station Ramleh circa 1930
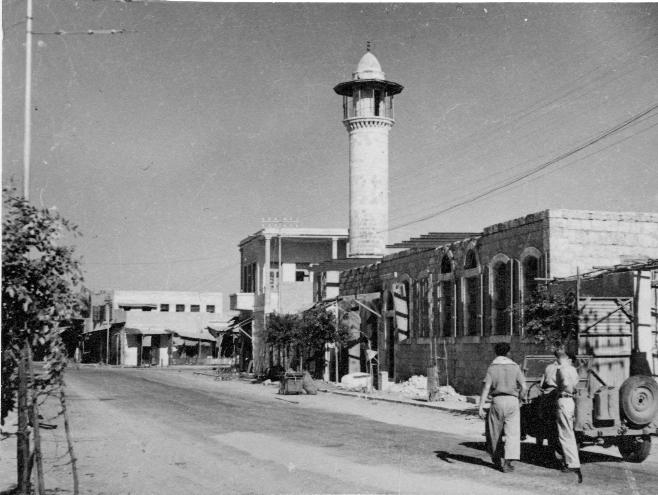
De moskee in Ramleh, 1 januari 1948
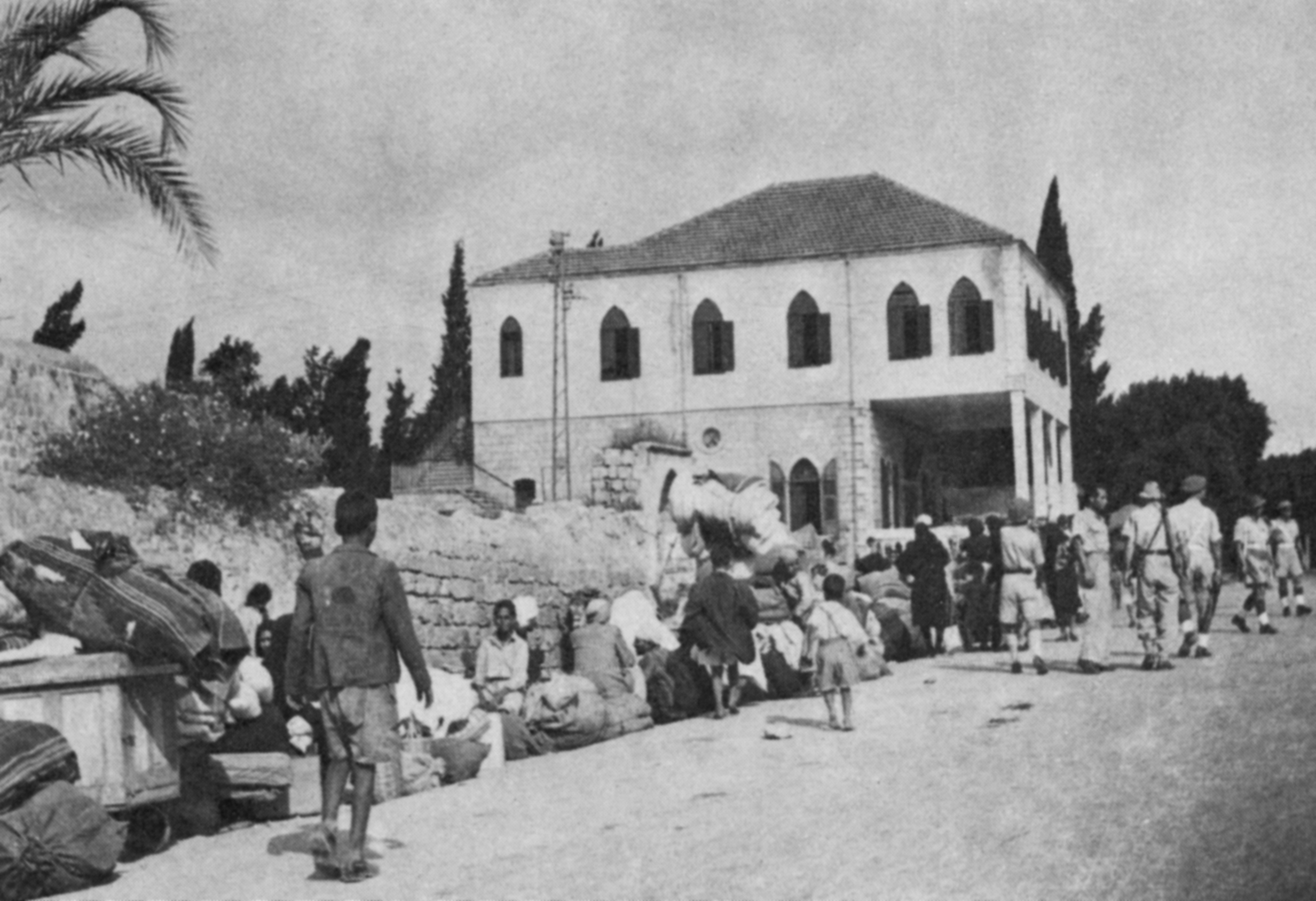
Vluchtelingen uit Ramla onder escorte, 1 juli 1948

## Bijzonderheden
Voordat in 1948 Israël de baas werd in Ramla waren er de volgende wijken: Al-Jawarish, Alnasara (de christelijke wijk), Al-Wahab, Fanoes, Al-Jamal en Al-Azzouni. Daarvan is de eerste nog over. Er staan nog oude huizen uit die tijd; sommige bewoond, andere leeg en in staat van verval.
In de buurt van Ramla bevindt zich de Oorlogsbegraafplaats van het Brits Gemenebest, het Ramleh War Cemetry. Deze dateert uit de Eerste Wereldoorlog, vanaf 1917, toen er veldhospitalen en later slachtofferbehandelcentra werden geplaatst. Het diende later ook als plaats voor graven uit de Tweede Wereldoorlog en slachtoffers uit volgende oorlogen tot 1948.
In juni 1962 vond in de gevangenis van Ramla de enige voltrekking van een in het moderne Israël opgelegde doodstraf plaats, te weten van de Duitse oorlogsmisdadiger Adolf Eichmann. In de Maasiyahu-gevangenis zit sinds december 2011 de vroegere president van Israël Moshe Katsav een gevangenisstraf van zeven jaar uit wegens verkrachting en seksuele intimidatie.
In mei 2006 is bij Ramla een grot ontdekt met een gesloten ecosysteem. In de grot, de Ayalon-grot genoemd, vonden onderzoekers van de Hebreeuwse Universiteit van Jeruzalem acht onbekende diersoorten, waarvan vier ongewervelden.

## Toerisme
Belangrijke bezienswaardigheden zijn:
- Grote Moskee, oorspronkelijk een Kruisvaarderskerk uit de 12e eeuw.
- Restant van de Witte moskee (8e eeuw) met de Witte Toren. De toren, eens minaret en nu het logo van de stad, gebouwd begin 14e eeuw, bestaat nog. In de directe omgeving resten van een Karavanserai.
- De 8e-eeuwse cisterne, gebouwd door Haroen ar-Rashid.
- Kerk van Sint Jozef van Arimatea. Franciscaanse kerk. Volgens plaatselijke christelijke traditie zou genoemde patroon van hier afkomstig zijn geweest(Joh.19,38)
- Karaïtische synagoge

## Geboren
- Khalid al-Wazir alias Abu Jihad (1935-1988), medestichter van Fatah, rechterhand van Yasser Arafat, vermoord door de Mossad/Sayeret Matkal[17]

## Zustersteden
- Moers (Duitsland), sinds 1987
- Daugavpils (Letland), sinds 2003